# Guilty Gear -STRIVE-
Guilty Gear Strive (ギルティギア ストライヴ?, Giruti Gia Sutoraivu) è un videogioco picchiaduro a incontri 2.5D in cell-shading, pubblicato da Arc System Works nel 2021, appartenente alla serie di Guilty Gear. Il titolo, stilizzato in -StrIVe-, evidenzia il numero romano 4, implicando che questo sia il quarto titolo della serie principale. Durante lo sviluppo fu nominato New Guilty Gear e/o Guilty Gear (2020).
In occasione del 25º anniversario della serie, nel gioco vengono aggiunti due omonimi pacchetti di colori per i personaggi.

## Sviluppo
Annunciato alla EVO 2019, l'uscita era inizialmente prevista per il 2020 e solo per PlayStation 4, come dichiarato da Daisuke Ishiwatari, creatore e compositore musicale della serie; poi, alla Japan Fighting Game Publishers Roundtable, è stato annunciato che il gioco verrà pubblicato anche su PlayStation 5 e Steam. Successivamente, il produttore Takeshi Yamanaka ha dichiarato che, a causa della pandemia di CoViD-19, il gioco è stato posticipato a inizio 2021. In data 11 ottobre 2020, in occasione dell'annuncio del nuovo personaggio inedito di nome Giovanna, Arc System aveva confermato che il gioco sarebbe uscito il 9 aprile 2021, ma poi, a seguito dei riscontri dalla open beta, il team ha posticipato ulteriormente l'uscita all'11 giugno.
La prima demo del gioco è apparsa in Giappone all'EVO Japan, che si è tenuta tra il 24 e il 25 gennaio 2020.
È il corso lo sviluppo della modalità di gioco a squadre da 3 e relativi beta test.

## Personaggi
Il gioco include 15 personaggi giocabili al lancio, più altri 5 che sono stati aggiunti come DLC attraverso il primo Season Pass.
Ogni Season Pass aggiunge 2 stage e vari colori per i personaggi.
|          | Gioco base | Pass stagione 1                | Pass stagione 2           | Pass stagione 3                       | Pass stagione 4                   |
| Classici | Anji Mito Axl Low Chipp Zanuff Faust I-No Ky Kiske Leo Whitefang May Millia Rage Potemkin Ramlethal Valentine Sol Badguy Zato-1 | Jack-O' Baiken Testament       | Bridget Sin Kiske Bedman? | Johnny Elphelt Valentine A.B.A Slayer | Queen Dizzy Venom                 |
| Nuovi    | Giovanna Nagoriyuki | Goldlewis Dicknson Happy Chaos | Asuka R. Kreutz           |                                       | Unika Lucy (crossover, 21 agosto) |

## Edizioni
La versione Ultimate include i seguenti contenuti:
- Colonna sonora, DLC con 55 canzoni di cui 15 con parti cantate, include Smell of the Game, più i temi musicali in gioco.
- Digital Artbook, DLC una raccolta di illustrazioni artistiche, storiche della serie.
- Colori Speciali per Sol e Ky, cambiano anche i colori dei loro attacchi speciali.
- Colori Nero/Blu Neon per tutti i personaggi, più altri 5 colori, sempre per tutti.

Ultimate Edition 2022, contiene il gioco base, i contenuti sopra elencati delle Ultimate, e i pass della stagione 1 e 2.
Daredevil Edition (2023), contiene il gioco base, Ultimate Edition Content Kit, i tre pass stagione e Guilty Gear 25th Anniversary Colors.

## Altri media
- Web Comics: rappresentano una serie di fumetti in digitale prodotti Arc System Works e disegnati da Sumeragi in collaborazione con Mikagami Ltd.[9]
- Story Mode videos: sono una serie di video in lingua originale, che ripercorrono gli eventi antecedenti della trilogia Xrd.[9]

## Accoglienza
| Testata                         | Versione      | Giudizio |
| ------------------------------- | ------------- | -------- |
| Metacritic (media al 26·9·2024) | PlayStation 5 | 87/100   |
| Metacritic (media al 26·9·2024) | PlayStation 4 | 84/100   |
| Metacritic (media al 26·9·2024) | PC            | 85/100   |
| OpenCritic (media al 26·9·2024) | collettivo    | 86/100   |
| Attack of the Fanboy            | PlayStation 5 | [ 14 ]   |
| Akiba Gamers (IT)               | PlayStation 4 | [ 15 ]   |
| Darkzero (UK)                   | PC            | 90/100   |
| Destructoid                     | PlayStation 5 | 8.5/10   |
| Everyeye.it                     | PlayStation 4 | 90/100   |
| IGN (IT)                        | PC            | 90/100   |
| Famitsū (JA)                    | PlayStation 5 | 34/40    |
| God is a Geek                   | PlayStation 4 | 9/10     |
| The Games Machine (IT)          | PlayStation 5 | 8.5/10   |
| GameCritics                     | PC            | 8/10     |

Il 15 luglio 2021, la Arc System Works comunica che Strive ha superato le 500 000 copie vendute. Già 3 giorni dopo la sua pubblicazione in versione base, il gioco ha raggiunto le 300 000 copie vendute.
Durante l'evento EVO 2022 del 8 agosto, è stato annunciato che questo gioco ha venduto oltre un milione di copie in tutto il mondo.

### Premi
Il gioco è stato premiato per la categoria Best Fighting dei The Game Awards 2021.
In data 24 dicembre 2021 il gioco ha ricevuto la nomination categoria Best Soundtrack per gli Steam Awards.
Ai 25th annual DICE Awards 2022 il gioco è stato premiato per la categoria Fighting Game of the Year.